# 10107 Kenny
10107 Kenny este un asteroid din centura principală, descoperit pe 27 martie 1992, de Duncan Steel.